# Саронски залив
Саронски залив или Егински залив (грч. Σαρωνικός κόλπος, Saronikós kólpos) је залив у средишњој Грчкој. Део је Егејског мора, тачније његовог западног дела. Залив се пружа између западне обале полуострва Атике и источне обале Пелопонеза. На југу се залив отвара ка отвореном мору, док се у северном делу завршава земљоузом код Коринта, данас прокопаног Коринтским каналом.

## Порекло назива
Саронски залив је добио име по митској личности, краљу Сарону.

## Природни услови
У средушњем делу Саронског залива налазе се нека од Саронских острва, од којих су три острва већа и битна: Саламина (северни део), Егина (средишњи део) и Порос (јужни део). Једино веће полуострво у заливу је Мецана у јужном делу, која се надовезује на већи Пелопонез.
Саронски залив је познат као подручје честих земљотреса, а у прошлости и значајне вулканске активности.

## Створени услови
Саронски залив је својих стратешким и саобраћајним значајем одувек био окружен бројним важним насељима (Атина, Коринт, Пиреј). Најважнија лука обали Саронског залива је највећа грчка лука Пиреј, лука града Атине, који је удаљен 10ак километара од самог залива. Друге важне луке су Елефсина, Мегара, Неа Епидаврос, а Глифада је познато летовалиште.
Острво Саламина је важно по бици код Саламине, којом су Грци победили Персијанце у Грчко-Персијском рату.